# Jardins de Hevsel
Els Jardins de Hevsel, són les set-centes hectàrees de terres fèrtils prop de la riba del Tigris, entre la Fortalesa de Diyarbakir i el riu.
La UNESCO va afegir l'edifici a la seva llista de temptatives l'any 2000, i apareix ja com patrimoni mundial a partir de l'any 2015, juntament amb la fortalesa de Diyarbakir.
El lloc va ser un centre important des dels períodes hel·lenístic, romà, sassànida i romà d'Orient i, més endavant, otomà i islàmic fins a l'actualitat. El lloc comprèn el castell d'Amida, anomenat İçkale (castell interior), les muralles de Diyarbakir, de 5.800 metres de longitud, nombroses torres, portes, contraforts i 63 inscripcions que daten de diferents períodes històrics i, finalment, els fèrtils jardins d'Hevsel, que uneixen la ciutat al riu Tigris, que proveeixen a la ciutat de queviures i d'aigua.